# Cyathissa percara
Cyathissa percara är en fjärilsart som beskrevs av Morrison 1874. Cyathissa percara ingår i släktet Cyathissa och familjen nattflyn. Inga underarter finns listade i Catalogue of Life.